# Louer
Louer é uma comuna francesa na região administrativa da Nova Aquitânia, no departamento Landes. Estende-se por uma área de 2,86 km². Em 2010 a comuna tinha 314 habitantes (densidade: 109,8 hab./km²).